# 東大阪市立柏田中学校
東大阪市立柏田中学校（ひがしおおさかしりつ かしたちゅうがっこう）は、大阪府東大阪市柏田西三丁目にある公立中学校。1973年に東大阪市立長瀬中学校および東大阪市立太平寺中学校より分離開校した。

## 通学区域
- 東大阪市立長瀬西小学校、東大阪市立柏田小学校の通学区域。

東大阪市 柏田本町、衣摺2丁目-6丁目（衣摺4丁目4番地-11番地を除く）、柏田西1丁目-3丁目、渋川町1丁目-4丁目、寿町2丁目-3丁目。

## 交通
- 地下鉄千日前線 南巽駅徒歩10分
- JRおおさか東線 JR長瀬駅徒歩10分